# ナイム・スレイマノグル
ナイム・スュレイマノール（トルコ語:Naim Süleymanoğlu ナイム・スュレイマノール、1967年1月23日 - 2017年11月18日）は、ブルガリア出身のトルコの重量挙げ選手である。オリンピックでは1988年のソウル大会から3大会連続、世界選手権では7回、ヨーロッパ選手権を6回制し、世界記録更新は実に46回にも及んだ選手である。身長147cmの小さい体で、自らの3倍の体重のバーベルを持ち上げるそのパワーから、「ポケット・ヘラクレス」の異名を持つ。

## 経歴
スレイマノグルは、トルコ系少数民族として1967年にブルガリアのモムチルグラト（クルジャリ州）で生まれる。生まれたときは、ナイム・スレイマノフ（Наим Сюлейманов / Naim Syuleymanov）と名乗った。16歳のとき、初めての世界新記録を達成する。しかし、1984年ロサンゼルスオリンピックでは、ブルガリアをはじめとした東側諸国のボイコットのため、出場することができなかった。
その後、ブルガリアは国内のトルコ系民族に対し、ブルガリア式の名前に変更するよう強制したことによって、彼はナウム・シャラマノフ（Наум Шаламанов / Naum Shalamanov）として知られるようになる。そして、1986年、彼はワールドカップに出場するため滞在していたオーストラリアで亡命を果たす。彼はトルコを亡命先に選び、トルコは彼の亡命を受け入れた。彼はこのとき名前もブルガリア風のスレイマノフ、シャラマノフから、トルコ風のスレイマノグルに改名した。
その後、スレイマノグルがどちらの国からソウルオリンピックに出場するのかという問題が発生した。ブルガリアは、スレイマノグルをトルコから出場するのを認める代わりに100万ドルを要求。トルコはこれを承諾し、スレイマノグルはソウルオリンピックにトルコ代表として出場することとなった。
スレイマノグルは、トルコ代表となってもなんら影響はなかった。オリンピックでは60kg級に出場し、2位にトータルで30kgの差をつけ、金メダルを獲得する。オリンピックの後、1989年の世界選手権をもって引退することを決意した。
しかし、一度は引退したものの、競技への思いが絶ちがたく、スレイマノグルは1991年に競技に復帰、翌年のバルセロナオリンピックでは2大会連続の金メダルを獲得した。その後、スレイマノグルは、1996年アトランタオリンピックまで世界大会で勝利し続け、世界記録も更新し続けた。
3大会連続出場となったアトランタオリンピックは前の2大会と違い、圧勝とはいかなかったが、世界新記録となるトータル335kgを持ち上げ、史上初の3大会連続金メダルを獲得した。
スレイマノグルはさらに2000年シドニーオリンピックにも出場。しかし、スナッチでオリンピック記録より重い145キロに挑戦したものの、3回とも失敗し、4大会連続の金メダルとはならなかった。
2017年11月18日、イスタンブールの病院で死去。50歳没。